# Liste der Kulturdenkmäler in Reiferscheid
In der Liste der Kulturdenkmäler in Reiferscheid sind alle Kulturdenkmäler der rheinland-pfälzischen Ortsgemeinde Reiferscheid aufgelistet. Grundlage ist die Denkmalliste des Landes Rheinland-Pfalz (Stand 4. Mai 2023).

## Einzeldenkmäler
| Bezeichnung | Lage                            | Baujahr         | Beschreibung                 | Bild |
| ----------- | ------------------------------- | --------------- | ---------------------------- | ---- |
| Brunnen     | Mittelstraße/Brunnenstraße Lage | 19. Jahrhundert | Laufbrunnen, 19. Jahrhundert | BW   |